# Surtur (księżyc)
Surtur (Saturn XLVIII) – mały księżyc Saturna odkryty w 2006 roku przez Davida Jewitta, Scotta Shepparda i Jana Kleynę.
Należy do grupy nordyckiej nieregularnych, zewnętrznych księżyców planety, poruszających się ruchem wstecznym.
Nazwa księżyca pochodzi z mitologii nordyckiej. Surtr to olbrzym, władca krainy ognia – Muspelheim.